# Castlevania: Lords of Shadow
Castlevania: Lords of Shadow – przygodowa gra akcji wywodząca się z serii Castlevania. Została wyprodukowana przez Mercury Steam Entertainment i wydana przez Konami. Jej premiera odbyła się 5 października 2010 roku na konsolach PlayStation 3 i Xbox 360. 27 sierpnia 2013 nastąpiła jej premiera na system Microsoft Windows w wersji Ultimate Edition zawierającej dwa wydane DLC. 31 stycznia 2014 roku opublikowane zostało nieoficjalne spolszczenie wykonane przez grupę GameSub.
Kontynuacja gry, Castlevania: Lords of Shadow 2, została wydana 25 lutego 2014 roku.

## Fabuła
Głównym bohaterem Castlevania: Lords of Shadow jest członek Zakonu Światła – ciemnowłosy Gabriel Belmont. Pewnego dnia jego żona ginie w tajemniczych okolicznościach. Gabriel wyrusza w podróż, aby znaleźć sposób na jej wskrzeszenie. W wyniku swej podróży, dowiaduje się, że jednym sposobem na to jest pokonanie tytułowych Władców Cienia.

## Rozgrywka
Castlevania: Lords of Shadow to trzecioosobowa przygodowa gra akcji. Głównym orężem głównego bohatera jest wielki żelazny krzyż. Broń można ulepszać, a bohater może uczyć się nowych umiejętności, które można odblokowywać po zdobyciu odpowiedniej ilości punktów doświadczenia. Gabriel ma także dostęp do dwóch rodzajów mocy – Światła i Cienia. Magia cienia pozwala na zadawanie potężnych ciosów oraz rozwiązywanie zagadek logicznych, natomiast magia światła może przywrócić bohaterowi punkty życia. Innym sposobem na uleczenia bohatera jest korzystanie ze zbiorników z wodą święconą. W trakcie walki Gabriel może używać uników i bloków. W momencie gdy skutecznie się broni to odnawiają mu się punkty wybranej magii.

## Zawartość do pobrania
Do gry opublikowano dwa DLC: Reverie oraz Resurrection. Na konsole PlayStation 3 i Xbox 360 zostały one wydane osobno, natomiast na komputerach osobistych włączono je w skład edycji Ultimate Edition.